# يوسف لو (قشلاق أهر)
یوسف لو (بالفارسية: یوسفلو) هي منطقة سكنية تقع في إيران في قسم قشلاق الریفي. يقدر عدد سكانها بـ 57 نسمة .